# Winzenburg
Winzenburg település Németországban, azon belül Alsó-Szászország tartományban. Lakosainak száma 540 fő (2011. május 9.).

## Népesség
A település népességének változása:

| 2011 | 540 |